# Bubali vogelreservaat
Het Bubali vogelreservaat of Bubaliplas is een beschermd natuurgebied en een brakwaterplas in de wijk Bubali van Noord, Aruba. De plas was aangelegd als waterreservoir voor de rioolwaterzuivering. In 1978 werd het beschermd vanwege de vele vogelsoorten rond de plas. In 2007 werd het aangemerkt als een Important Bird Area.

## Geschiedenis
Vanaf de jaren 1950 vond er grootschalige hotelbouw plaats rond Palm Beach. In 1973 werd de Bubaliplas aangelegd om als reservoir te dienen voor de rioolwaterzuivering voor Palm Beach. Vissen, libellen en planten namen bezit van de plas, en trokken op hun beurt vogels als ibissen en reigers aan.
In 1978 werd besloten de Bubaliplas te beschermen als een vogelreservaat, omdat het wordt bezocht door meer dan 80 vogelsoorten. In 2007 werd het aangemerkt als een Important Bird Area. De Olde Molen, een uit Nederland verplaatste windmolen, bevindt zich aan de rand van het vogelreservaat.
Op 10 september 2018 brak er brand uit in het reservaat. De brandweer was snel ter plekke en rond 03:00 was de brand onder controle, maar 24% van het reservaat was vernietigd.

## Overzicht
De Caraïbische meerkoeten (Fulica caribaea), waterhoenen, en Bahamapijlstaarten bevinden zich in het Bubali vogelreservaat. Het struikgewas rond de plas wordt gebruikt als broedgebied door witstaartnachtzwaluwen, gele zangers, en muskietkolibries.
De plas heeft de neiging dicht te groeien. Met name riet en waterhyacinten proberen de gehele plas op te vullen. In 1999 bedroeg het open gebied nog 8 tot 10 hectare, maar was in 2007 gereduceerd tot 4 of 5 hectare.